# Alfred F. Ahner
Alfred F. Ahner, ameriški general, * 12. november 1921, † 23. september 2010.
Najbolj je poznan kot Generaladjutant Indiane v letih 1960−61 in 1972–86; na tem položaju je preživel 15 let (zamenjal štiri guvernerje), več kot katerikoli drugi generaladjutant.

## Življenjepis
Diplomiral je na Univerzi v Indianapolisu in magistriral na Univerzi Butler. Služil je med drugo svetovno vojno; na koncu vojne je tako bil prvi denacifikacijski častnik v ameriški coni Dunaja.
27. januarja 1948 je postal prvi poročnik Nacionalne garde Indiane. Medtem, ko je služil v nacionalni gardi, pa je šest let poučeval na šoli v Frankfortu. Leta 1953 pa se je aktiviral in se popolnoma posvetil vojaški karieri. Služil je na različnih štabnih položajih na stopnji čete, bataljona in države. Guverner Harold Handley ga je prvi imenovan za generaladjutanta Indiane; prvi mandat je trajal med 16. avgustom 1960 in 8. januarjem 1961. Drugi guverner, ki ga je imenoval, je bil Edgar D. Whitcomb in sicer tokrat 1. avgusta 1972 pa vse do upokojitve 30. junija 1986.
Po upokojitvi se je posvetil humanitarnosti in filantropiji.
17. maja 1981 je prejel častni doktorat iz prava Centralne univerze Indiane; prav tako je prejel častni doktorat Univerze v Indianapolisu.

## Odlikovanja
- legija za zasluge
- Meritorious Service Medal
- Commendation Ribbon with Medal Pendent
- medalja za dobro obnašanje (Good Conduct Medal)
- ameriška kampanjska medalja (American Campaign Medal)
- medalja za evropski teater s tremi bojnimi zvezdami (European Theatre Medal)
- medalja za zmago v drugi svetovni vojni (World War II Victory Medal)
- okupacijska medalja Kopenske vojske ZDA - Nemčija (Army Occupation Medal-Germany)
- medalja Rezervne Oboroženih sil ZDA (Armed Forces Reserve Medal)
- medalja za dosežke rezervnih kompontent Kopenske vojske ZDA (Army Reserve Components Achievement Medal)
- nagrada nacionalne garde minutni mož (National Guard Minute Man Award)
- certifikat pohvale (Certificate of Commendation)
- Indiana Distinguished Service Medal
- medalja pohvale Indiane s hrastovimi listi (Indiana Commendation Medal)
- medalja za dolgo služenje Indiane (Indiana Long Service Medal)
- prostovoljski emblem Indiane (Indiana Volunteer Emblem)
- trak za izredno službo Indiane (Indiana Emergency Service Ribbon)
- znak rekruterja Kopenske nacionalne garde ZDA (Army National Guard Recruiter Badge)
- Selective Service System Meritorious Service Award
- NGAUS Distinguished Service Medal